# Спийдфлоу Комюникейшънс
„Спийдфлоу Комюникейшънс“ (Speedflow Communications) е частна компания, която предоставя телекомуникационни услуги и IP-базирани софтуерни продукти за телекомуникационната индустрия.

## История
2004 г.: компанията „Спийдфлоу“ е основана в Лондон като доставчик на VoIP телефония.
2005 г.: стартиране на AccuCore, VoIP ERP-система.
2006 г.: вътрешният екип за проучвания и развитие на „Спийдфлоу“ пуска на бял свят MediaCore – платформа и контролер на сесиите за VoIP оператори и IP телефония.
2008 г.: стартиране на CallMax – платформа за доставчици на VoIP към крайни клиенти, включваща IP PBX, модул за карти за телефонни разговори и колшоп модул.
2010 г.: MediaCore печели наградата на „Labs Innovation“ за „Интернет телефония TMC 2010“ , насочена към иновативните продукти в ИТ индустрията.
2012 г.: „Спийдфлоу“ започва да предоставя аутсорсинг ИТ услуги и персонализирани софтуерни разработки.
2014 г.: компанията пуска SMS-услуги за операторите. SMS-модулът е добавен към платформата MediaCore SBC.
2015 г.: „Спийдфлоу“ открива офис в Пловдив, Българияи се нарежда сред стратегическите инвеститори в региона.
2016 г.: Пускане на MediaCore Lite Softswitch – опростена версия на MediaCore SBC.
2019 г.: MediaCore SMS печели награда "Best SMS Aggregation Tool", връчена на Messaging and SMS World Awards в Лондон.

## Проекти
„Спийдфлоу“ подпомага проекта с нестопанска цел за телекомуникационни услуги VoIPFraud List. Регистрираните потребители го попълват с информация, подобрявайки методите за защита от измамни дейности на телекомуникационния пазар.

## Пловдив
След преместването на оперативния си офис в Пловдив, България „Спийдфлоу Комюникешънс“ създава дъщерната си ИТ компания „Спийдфлоу България“ ЕООД, извършваща набор от уеб услуги.